# 博尔戈马罗
博尔戈马罗（義大利語：Borgomaro），是意大利因佩里亚省的一个市镇。总面积23.24平方公里，人口908人，人口密度39.1人/平方公里（2009年）。ISTAT代码为008010。